# پادشاه خوک‌ها
پادشاه خوک‌ها (کره‌ای: 돼지의 왕؛ انگلیسی: The King of Pigs) یک مجموعه اینترنتی محصول کره جنوبی در سال ۲۰۲۲ با بازی کیم دونگ ووک، کیم سونگ کیو و چه جونگ آن است. این مجموعه از ۱۸ مارس ۲۰۲۲ در تیوینگ منتشر شد.